# NGC 472
NGC 472 is een spiraalvormig sterrenstelsel in het sterrenbeeld Vissen. Het hemelobject ligt 220 miljoen lichtjaar van de Aarde verwijderd en werd op 29 augustus 1862 ontdekt door de Duits-Deense astronoom Heinrich Ludwig d'Arrest.

## Synoniemen
- PGC 4833
- UGC 870
- MCG 5-4-22
- ZWG 502.34